# Zselickisfalud
Zselickisfalud là một thị trấn thuộc hạt Somogy, Hungary. Thị trấn này có diện tích 26,08 km², dân số năm 2010 là 238 người, mật độ 9 người/km².